# Andrej Iwanow (Schriftsteller)

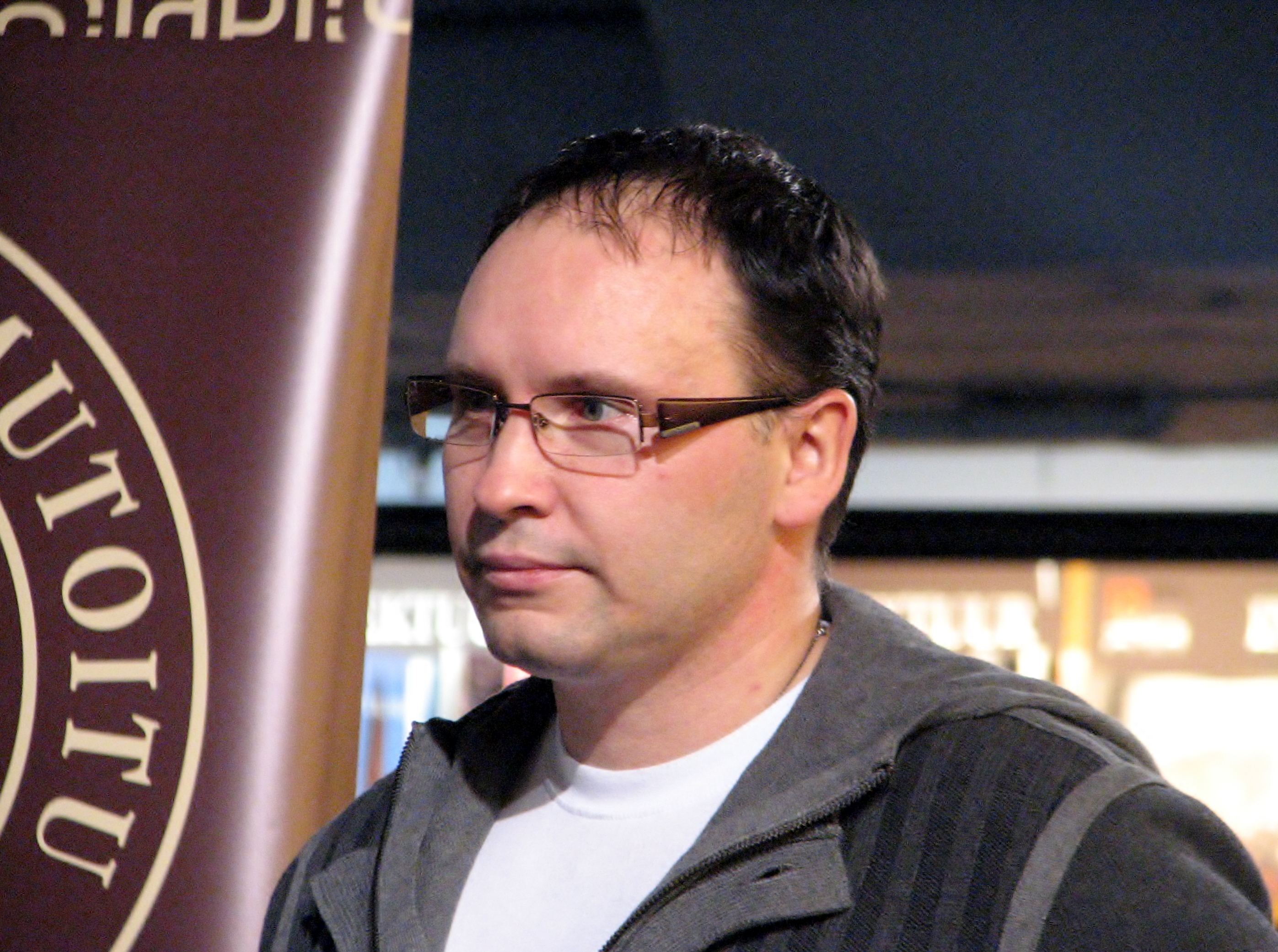
Andrej Iwanow (2014).

Andrej Iwanow, Андрей Иванов (* 1971 in Tallinn, Estnische Sozialistische Sowjetrepublik) ist ein estnisch-russischer Schriftsteller.

## Leben
Iwanow studierte an der Philologischen Fakultät der Universität Tallinn, arbeitete danach als Lehrer sowie als Sozialarbeiter in Dänemark.
Sein Roman Hanumans Reise nach Lolland stand 2011 auf der Shortlist des Russischen Booker-Preises. Iwanow wurde fünfmal mit dem estnischen Preis Kultuurkapitali kirjanduspreemia ausgezeichnet (2010, 2012, 2014, 2016 und 2019).

## Werke
- Hanumans Reise nach Lolland : Roman. Aus dem Russ. von Friederike Meltendorf. München : Kunstmann 2012, ISBN 978-3-88897-777-0 (Puteshestvie Khanumana na Lolland : roman, Moskau 2011)
- Копенгага / Kopengaga. Verlag: Изд-во „КПД“, Tallinn : Izd-vo „KPD“, 2011